# Kum (monte)
Il Kum (1.220 m s.l.m.) è il monte più alto delle Prealpi Slovene orientali nelle Prealpi Slovene. Si trova nella regione della Sava Centrale in Slovenia.

## Descrizione
Si trova a sud della Sava e ad est di Lubiana. Essendo il monte più alto di tutte le Posavje viene anche detto il Triglav della Sava prendendo lo spunto dal Triglav, monte più alto della Slovenia. Sulla sommità si trovano varie costruzioni tra cui una chiesa e dei ripetitori televisivi.